# Il le fallait
Albums de Favé
F4
(2023)
Il le fallait est le premier album studio du rappeur français Favé sorti le 13 octobre 2023 sous les labels 109 Records, Morning Glory Music et Believe.

## Genèse
Le 23 juin 2023, Favé sort le single Vibes, premier extrait de son projet Il le fallait. Le titre s’accompagne d’un clip réalisé par Zaven. Ce morceau marque son retour après la sortie de son EP F4, un projet de cinq titres, et plusieurs collaborations, notamment sur No Lèche avec Gazo, Leto et Kerchak. Dans le cadre de cette sortie, il annonce également une tournée, incluant une date à l’Olympia le 2 novembre 2023.
Le 13 septembre 2023, il annonce sur ses réseaux sociaux la sortie de son album pour le 13 octobre 2023. Il ouvre les précommandes sur son site web et dévoile la cover du projet réalisée par Fifou. Il en profite également pour révéler la tracklist de 15 titres, comprenant une collaboration avec Gazo et So La Lune.
Le 22 septembre 2023, Favé sort le single Flashback, en collaboration avec Gazo. Le morceau, produit par Dj Bellek, Skillano, Heerbeats, Sam Tiba et Amine D1, s’accompagne d’un clip réalisé par Zaven. Dans le cadre de sa promotion, Favé interprète Flashback avec Gazo lors de son passage dans l’émission Planète Rap sur Skyrock.
En septembre 2023, Favé lance l'University Tour, une tournée promotionnelle dans plusieurs campus universitaires à travers la France pour promouvoir son album Il le fallait. Le rappeur a choisi une approche originale en réalisant des concerts surprises à bord d’un autobus scolaire américain. Cette initiative lui a permis de se rapprocher de son public étudiant, avec des dates dans différentes villes, dont Lille, à l'Université de Lille, le 19 septembre 2023, et à Lyon à l’Université Lyon 2,.
Le 30 mai 2024, Favé ajoute trois nouveaux titres à son album Il le fallait, portant la tracklist à 18 morceaux. Parmi eux, Temps, Toseina en collaboration avec Mougli, et No Lack, dont le clip réalisé par Arthur LVZ est dévoilé le lendemain.

## Accueil commercial
Une semaine après sa sortie le 13 octobre 2023, l’album Il le fallait de Favé réalise un démarrage avec 9 441 ventes. Ce total se répartit en 4 075 ventes physiques, 5 356 en streaming et 10 en téléchargement. L’album atteint ainsi la première place du Top albums, devant The Name Chapter: Freefall de Tomorrow x Together et 2 bis de Florent Pagny.

## Liste des pistes
| Il le fallait | Il le fallait            | Il le fallait    | Il le fallait                                            | Il le fallait | Il le fallait | Il le fallait | Il le fallait | Il le fallait | Il le fallait |
| No            | Titre                    | Auteur           | Compositeur(s)                                           | Durée         |               |               |               |               |               |
| ------------- | ------------------------ | ---------------- | -------------------------------------------------------- | ------------- | ------------- | ------------- | ------------- | ------------- | ------------- |
| 1.            | Il le fallait            | Favé             | Lusoneo, Favé                                            | 2:46          |               |               |               |               |               |
| 2.            | Moment de galère         | Favé             | Lusoneo, Saturnn, Favé                                   | 2:23          |               |               |               |               |               |
| 3.            | Invisible                | Favé             | DJ Bellek, Skillano, Favé                                | 3:17          |               |               |               |               |               |
| 4.            | Nuages                   | Favé             | DJ Bellek, Skillano, Heerbeats, Favé                     | 3:17          |               |               |               |               |               |
| 5.            | Flashback (avec Gazo)    | Favé, Gazo       | Amine D1, DJ Bellek, Sam Tiba, Skillano, Heerbeats, Favé | 2:56          |               |               |               |               |               |
| 6.            | Vibes                    | Favé             | DJ Bellek, Sky On Da Track, Favé                         | 2:14          |               |               |               |               |               |
| 7.            | Dernière chance          | Favé             | DJ Bellek, Skillano, Heerbeats, Favé                     | 3:46          |               |               |               |               |               |
| 8.            | Super Favé 3D            | Favé             | DJ Bellek, Pxblo, Skillano, Favé                         | 2:35          |               |               |               |               |               |
| 9.            | En vrai                  | Favé             | DJ Bellek, Skillano, Favé                                | 3:09          |               |               |               |               |               |
| 10.           | Gmail                    | Favé             | DJ Bellek, Pxblo, Skillano, Favé                         | 2:59          |               |               |               |               |               |
| 11.           | Favéla (avec So La Lune) | Gazo, So La Lune | DJ Bellek, Skillano, So La Lune, Favé                    | 2:51          |               |               |               |               |               |
| 12.           | C.F.M.                   | Favé             | DJ Bellek, Heerbeats, Pxblo, Favé                        | 2:42          |               |               |               |               |               |
| 13.           | D'après toi              | Favé             | Abdellah Messouh, Favé, DJ Bellek, Pxblo                 | 2:31          |               |               |               |               |               |
| 14.           | Même chose               | Favé             | Demonsoul, Lozanny, Favé, Lusoneo                        | 2:32          |               |               |               |               |               |
| 15.           | Ensemble croco           | Favé             | Favé, Manywav, Pacc                                      | 2:37          |               |               |               |               |               |
| 16.           | No Lack                  | Favé             | DJ Bellek, Favé, Skillano                                | 2:33          |               |               |               |               |               |
| 17.           | Temps                    | Favé             | DJ Bellek, Favé, Skillano, X10                           | 2:18          |               |               |               |               |               |
| 18.           | Toseina (avec Mougli)    | Favé, Mougli     | Favé, Mougli, Nida                                       | 2:46          |               |               |               |               |               |
| 50:15         |                          |                  |                                                          |               |               |               |               |               |               |

## Titres certifiés en France
- Flashback  Diamant
- Vibes Or

## Clips vidéos
- Vibes : 23 juin 2023
- Flashback : 15 septembre 2023
- Gmail : 13 octobre 2023
- En vrai :28 décembre 2023
- No Lack :31 mai 2024

## Classements et certifications

### Classement hebdomadaire
| Classement (2020)            | Meilleure position |
| ---------------------------- | ------------------ |
| Belgique (Flandre Ultratop)  | -                  |
| Belgique (Wallonie Ultratop) | 4                  |
| France (SNEP)                | 1                  |
| France (SNEP Physique)       | 1                  |
| Suisse (Schweizer Hitparade) | 18                 |

### Certifications
| Région                                                                                                 | Certification | Ventes/Streams |
| --- | ------------- | -------------- |
| France (SNEP)                                                                                          | Or            | 50 000*        |
| *Ventes selon la certification ^Mise en rayon selon la certification xNon précisé par la certification |               |                |